# 牧山桂子
牧山 桂子（まきやま かつらこ、1940年6月3日 - ）は、日本の著作家で旧白洲邸武相荘館長。白洲次郎・白洲正子夫妻の長女。夫は政治家・牧山耕蔵の孫、牧山圭男。東京都出身。

## 略歴

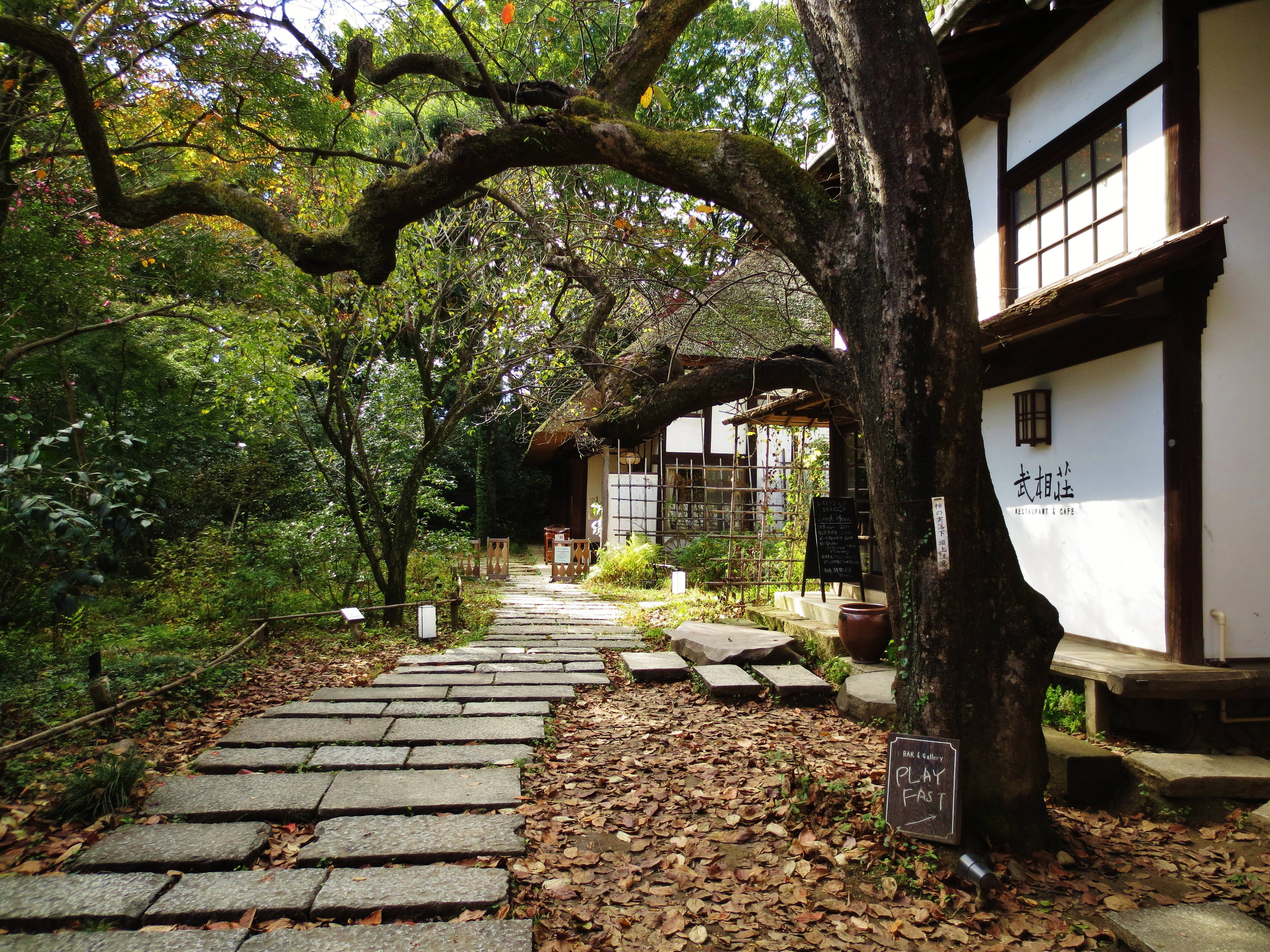
武相荘

1940年、白洲次郎・白洲正子夫妻の長女として東京都に生まれた。高校時代に夏の軽井沢で牧山圭男と出会い、のちに結婚する。2001年10月に旧白洲邸「武相荘」を記念館としてオープンさせ、現在に至る。
2009年には桂子の著作『次郎と正子―娘が語る素顔の白洲家―』が原案となったテレビドラマ『スペシャルドラマ・白洲次郎』（NHK）が放送された。同作は白洲次郎を主人公とした初の映像作品でもある。

## 書籍

### 単著
- 野中昭夫写真 編『白洲次郎・正子の食卓』新潮社、2007年1月。
- 『次郎と正子―娘が語る素顔の白洲家』新潮社、2007年4月。新潮文庫、2009年12月。
- 野中昭夫写真 編『白洲次郎・正子の夕餉』新潮社、2008年12月。
- 『武相荘のひとりごと―白洲次郎・正子の娘が語る』世界文化社、2012年9月。
- 『武相荘、おしゃれ語り』小学館、2021年11月。

### 共著
- 白洲正子のきもの（新潮社、2002年9月／新潮社「とんぼの本」、2012年3月）、八木健司、青柳恵介
- 白洲次郎の流儀（新潮社「とんぼの本」、2004年9月）、青柳恵介ほか
- 白洲正子と歩く京都（新潮社「とんぼの本」、2008年3月）
- 白洲次郎と白洲正子―乱世に生きた二人（新潮社、2008年9月）、青柳恵介、須藤孝光
- 白洲正子のおしゃれ―心を磨く88の言葉（新潮社、2016年12月）
- 白洲家の晩ごはん（新潮社「とんぼの本」、2015年9月）

## 登場作品
映画
- 日本独立（2020年、シネメディア） - 演：棚次鈴

テレビドラマ
- 白洲次郎（2009年、NHKドラマスペシャル） - 演：桑原姫乃→大村藍来